# Colombia i olympiska sommarspelen 2016
Colombia deltog med 147 deltagare vid de olympiska sommarspelen 2016 i Rio de Janeiro. Totalt tog truppen åtta medaljer varav tre lag. 

## Medaljörer
| Medalj | Namn                 | Sport         | Gren                    | Datum           |
| ------ | -------------------- | ------------- | ----------------------- | --------------- |
| Guld   | Óscar Figueroa       | Tyngdlyftning | Herrarnas 62 kg         | 8 augusti 2016  |
| Guld   | Caterine Ibargüen    | Friidrott     | Damernas tresteg        | 14 augusti 2016 |
| Guld   | Mariana Pajón        | Cykling       | Damernas BMX            | 19 augusti 2016 |
| Silver | Yuri Alvear          | Judo          | Damernas 70 kg          | 10 augusti 2016 |
| Silver | Yuberjen Martínez    | Boxning       | Herrarnas lätt flugvikt | 14 augusti 2016 |
| Brons  | Luis Javier Mosquera | Tyngdlyftning | Herrarnas 69 kg         | 9 augusti 2016  |
| Brons  | Ingrit Valencia      | Boxning       | Damernas flugvikt       | 18 augusti 2016 |
| Brons  | Carlos Ramirez       | Cykling       | Herrarnas BMX           | 19 augusti 2016 |

## Bordtennis
| Spelare    | Gren      | Inledande omgång     | Omgång 1               | Omgång 2             | Omgång 3             | Åttondelsfinal       | Kvartsfinal          | Semifinal            | Final / BM           | Final / BM       |
| Spelare    | Gren      | Motståndare Resultat | Motståndare Resultat   | Motståndare Resultat | Motståndare Resultat | Motståndare Resultat | Motståndare Resultat | Motståndare Resultat | Motståndare Resultat | Placering        |
| ---------- | --------- | -------------------- | ---------------------- | -------------------- | -------------------- | -------------------- | -------------------- | -------------------- | -------------------- | ---------------- |
| Lady Ruano | Damsingel | Bye                  | Vacenovská (CZE) L 0–4 | Gick inte vidare     | Gick inte vidare     | Gick inte vidare     | Gick inte vidare     | Gick inte vidare     | Gick inte vidare     | Gick inte vidare |

## Boxning
| Boxare               | Gren                    | Omgång 1                 | Omgång 2                | Kvartsfinal          | Semifinal              | Final                | Final            |
| Boxare               | Gren                    | Motståndare Resultat     | Motståndare Resultat    | Motståndare Resultat | Motståndare Resultat   | Motståndare Resultat | Placering        |
| -------------------- | ----------------------- | ------------------------ | ----------------------- | -------------------- | ---------------------- | -------------------- | ---------------- |
| Yuberjen Martínez    | Herrarnas lätt flugvikt | Lourenço (BRA) W 3–0     | Ladon (PHI) W 3–0       | Carmona (ESP) W 2–1  | Argilagos (CUB) W 2–1  | Dusmatov (UZB) L 0–3 | 2                |
| Ceiber Ávila         | Herrarnas flugvikt      | Bye                      | Emigdio (MEX) W 3–0     | Aloyan (RUS) L 0–3   | Gick inte vidare       | Gick inte vidare     | Gick inte vidare |
| Jorge Vivas          | Herrarnas mellanvikt    | Ntsengue (CMR) L 1–2     | Gick inte vidare        | Gick inte vidare     | Gick inte vidare       | Gick inte vidare     | Gick inte vidare |
| Juan Carlos Carrillo | Herrarnas lätt tungvikt | Adylbek Uulu (KGZ) W 3–0 | Bauderlique (FRA) L 0–3 | Gick inte vidare     | Gick inte vidare       | Gick inte vidare     | Gick inte vidare |
| Ingrit Valencia      | Damernas flugvikt       | i.u.                     | Mbougnade (CAF) W TKO   | Laopeam (THA) W 3–0  | Ourahmoune (FRA) L 1–2 | Gick inte vidare     | 3                |

## Brottning
Förkortningar:
- VT – Vinst genom fall.
- PP – Beslut efter poäng – förloraren fick tekniska poäng.
- PO – Beslut efter poäng – förloraren fick inte tekniska poäng.
- ST – Teknisk överlägsenhet – förloraren utan tekniska poäng och en marginal med minst 8 (grekisk-romersk stil) eller 10 (fristil) poäng.

Herrar, grekisk-romersk stil
| Brottare     | Gren             | Kvalomgång           | Omgång 1             | Kvartsfinal          | Semifinal            | Återkval 1           | Återkval 2           | Final / BM           | Final / BM |
| Brottare     | Gren             | Motståndare Resultat | Motståndare Resultat | Motståndare Resultat | Motståndare Resultat | Motståndare Resultat | Motståndare Resultat | Motståndare Resultat | Placering  |
| ------------ | ---------------- | -------------------- | -------------------- | -------------------- | -------------------- | -------------------- | -------------------- | -------------------- | ---------- |
| Carlos Muñoz | Weltervikt -75kg | Bácsi (HUN) L 0–4 ST | Gick inte vidare     | Gick inte vidare     | Gick inte vidare     | Gick inte vidare     | Gick inte vidare     | Gick inte vidare     | 20         |

Herrar, fristil
| Brottare         | Gren             | Kvalomgång           | Omgång 1               | Kvartsfinal          | Semifinal            | Återkval 1           | Återkval 2           | Final / BM           | Final / BM |
| Brottare         | Gren             | Motståndare Resultat | Motståndare Resultat   | Motståndare Resultat | Motståndare Resultat | Motståndare Resultat | Motståndare Resultat | Motståndare Resultat | Placering  |
| ---------------- | ---------------- | -------------------- | ---------------------- | -------------------- | -------------------- | -------------------- | -------------------- | -------------------- | ---------- |
| Carlos Izquierdo | Mellanvikt -74kg | Bye                  | Hasanov (AZE) L 0–4 ST | Gick inte vidare     | Gick inte vidare     | Gick inte vidare     | Gick inte vidare     | Gick inte vidare     | 18         |

Damer, fristil
| Brottare           | Gren           | Kvalomgång           | Omgång 1              | Kvartsfinal              | Semifinal            | Återkval 1           | Återkval 2           | Final / BM           | Final / BM |
| Brottare           | Gren           | Motståndare Resultat | Motståndare Resultat  | Motståndare Resultat     | Motståndare Resultat | Motståndare Resultat | Motståndare Resultat | Motståndare Resultat | Placering  |
| ------------------ | -------------- | -------------------- | --------------------- | ------------------------ | -------------------- | -------------------- | -------------------- | -------------------- | ---------- |
| Carolina Castillo  | Flugvikt -48kg | Bye                  | Chov (CAM) W 4–0 ST   | Jankova (BUL) L 1–3 PP   | Gick inte vidare     | Gick inte vidare     | Gick inte vidare     | Gick inte vidare     | 8          |
| Jackeline Rentería | Lättvikt -58kg | Bye                  | Sovero (PER) W 3–1 PP | Ratkevitj (AZE) L 1–3 PP | Gick inte vidare     | Gick inte vidare     | Gick inte vidare     | Gick inte vidare     | 8          |
| Andrea Olaya       | Tungvikt -75kg | Bye                  | Gray (USA) L 0–5 VT   | Gick inte vidare         | Gick inte vidare     | Gick inte vidare     | Gick inte vidare     | Gick inte vidare     | 15         |

## Bågskytte
| Andrés Pila                                 | Herrarnas individuella tävling | 654  | 43 | Mohamad (MAS) L 0–6   | Gick inte vidare | Gick inte vidare | Gick inte vidare | Gick inte vidare | Gick inte vidare | Gick inte vidare |                  |                  |
| Carolina Aguirre                            | Damernas individuella tävling  | 605  | 52 | Sartori (ITA) L 0–6   | Gick inte vidare | Gick inte vidare | Gick inte vidare | Gick inte vidare | Gick inte vidare | Gick inte vidare |                  |                  |
| Ana Rendón                                  | Damernas individuella tävling  | 641  | 18 | Bjerendal (SWE) L 2–6 | Gick inte vidare | Gick inte vidare | Gick inte vidare | Gick inte vidare | Gick inte vidare | Gick inte vidare |                  |                  |
| Natalia Sánchez                             | Damernas individuella tävling  | 609  | 48 | Perova (RUS) L 5–6    | Gick inte vidare | Gick inte vidare | Gick inte vidare | Gick inte vidare | Gick inte vidare | Gick inte vidare |                  |                  |
| Carolina Aguirre Ana Rendón Natalia Sánchez | Damernas lagtävling            | 1855 | 10 | i.u.                  | i.u.             | Indien L 3–5     | Gick inte vidare | Gick inte vidare | Gick inte vidare | Gick inte vidare | Gick inte vidare | Gick inte vidare |

## Cykling

### Landsväg
| Idrottare          | Gren                | Tid             | Placering       |               |
| ------------------ | ------------------- | --------------- | --------------- | ------------- |
| Esteban Chaves     | Herrarnas linjelopp | 6:13:39         | 21              |               |
| Sergio Henao       | Herrarnas linjelopp | Fullföljde inte | Fullföljde inte |               |
| Miguel Ángel López | Herrarnas linjelopp | Fullföljde inte | Fullföljde inte |               |
| Jarlinson Pantano  | Herrarnas linjelopp | Fullföljde inte | Fullföljde inte |               |
| Rigoberto Urán     | Herrarnas linjelopp | Fullföljde inte | Fullföljde inte |               |
| Rigoberto Urán     | Herrarnas tempolopp | Startade inte   | Startade inte   | Startade inte |
| Ana Sanabria       | Damernas linjelopp  | 4:01:29         | 40              |               |

### Mountainbike
| Idrottare       | Gren                   | Tid     | Placering |
| --------------- | ---------------------- | ------- | --------- |
| Jonathan Botero | Herrarnas mountainbike | 1:35:44 | 5         |

### Bana
Sprint
| Cyklist          | Gren             | Kval                 | Kval      | Omgång 1                         | Återkval 1                                  | Omgång 2                         | Återkval 2                       | Kvartsfinal                      | Semifinal                        | Final                                               | Final            |
| Cyklist          | Gren             | Tid Hastighet (km/h) | Placering | Motståndare Tid Hastighet (km/h) | Motståndare Tid Hastighet (km/h)            | Motståndare Tid Hastighet (km/h) | Motståndare Tid Hastighet (km/h) | Motståndare Tid Hastighet (km/h) | Motståndare Tid Hastighet (km/h) | Motståndare Tid Hastighet (km/h)                    | Placering        |
| ---------------- | ---------------- | -------------------- | --------- | -------------------------------- | ------------------------------------------- | -------------------------------- | -------------------------------- | -------------------------------- | -------------------------------- | --------------------------------------------------- | ---------------- |
| Fabián Puerta    | Herrarnas sprint | 9,981 72,137         | 16 Q      | Glaetzer (AUS) L                 | Sarnecki (POL) Pervis (FRA) W 10.272 70.093 | Kenny (GBR) L                    | Xu C (CHN) Webster (NZL) L       | Gick inte vidare                 | Gick inte vidare                 | 9:e plats Webster (NZL) Levy (GER) Hoogland (NED) L | 10               |
| Santiago Ramírez | Herrarnas sprint | 10,199 70,595        | 23        | Gick inte vidare                 | Gick inte vidare                            | Gick inte vidare                 | Gick inte vidare                 | Gick inte vidare                 | Gick inte vidare                 | Gick inte vidare                                    | Gick inte vidare |
| Juliana Gaviria  | Damernas sprint  | 11,505 62,581        | 24        | Gick inte vidare                 | Gick inte vidare                            | Gick inte vidare                 | Gick inte vidare                 | Gick inte vidare                 | Gick inte vidare                 | Gick inte vidare                                    | Gick inte vidare |

Keirin
| Cyklist       | Gren             | 1:a omgången | Återkval  | 2:a omgången | Final     |
| Cyklist       | Gren             | Placering    | Placering | Placering    | Placering |
| ------------- | ---------------- | ------------ | --------- | ------------ | --------- |
| Fabián Puerta | Herrarnas keirin | 2 Q          | Bye       | 3 Q          | 5         |
| Martha Bayona | Damernas keirin  | 3 R          | 1 Q       | DNF          | 10        |

Omnium
| Cyklist          | Gren             | Scratch-lopp | Scratch-lopp | Individuell förföljelse | Individuell förföljelse | Individuell förföljelse | Utslagslopp | Utslagslopp | Tempolopp | Tempolopp | Tempolopp | Flygande varv | Flygande varv | Flygande varv | Poänglopp | Poänglopp | Totalpoäng | Placering |
| Cyklist          | Gren             | Placering    | Poäng        | Tid                     | Placering               | Poäng                   | Placering   | Poäng       | Tid       | Placering | Poäng     | Tid           | Placering     | Poäng         | Poäng     | Placering | Totalpoäng | Placering |
| ---------------- | ---------------- | ------------ | ------------ | ----------------------- | ----------------------- | ----------------------- | ----------- | ----------- | --------- | --------- | --------- | ------------- | ------------- | ------------- | --------- | --------- | ---------- | --------- |
| Fernando Gaviria | Herrarnas omnium | 5            | 26           | 4:26,649                | 10                      | 22                      | 3           | 36          | 1:02,469  | 4         | 34        | 13,273        | 10            | 22            | 41        | 1         | 181        | 4         |

### BMX
| Cyklist        | Gren          | Seeding  | Seeding   | Kvartsfinal | Kvartsfinal | Semifinal | Semifinal | Final            | Final            |
| Cyklist        | Gren          | Resultat | Placering | Poäng       | Placering   | Poäng     | Placering | Resultat         | Placering        |
| -------------- | ------------- | -------- | --------- | ----------- | ----------- | --------- | --------- | ---------------- | ---------------- |
| Carlos Oquendo | Herrarnas BMX | 35,341   | 14        | 9           | 2 Q         | 14        | 6         | Gick inte vidare | Gick inte vidare |
| Carlos Ramírez | Herrarnas BMX | 35,423   | 19        | 11          | 4 Q         | 11        | 3 Q       | 35,517           | 3                |
| Mariana Pajón  | Damernas BMX  | 34,508   | 1         | i.u.        | i.u.        | 3         | 1 Q       | 34,093           | 1                |

## Friidrott
Förkortningar
- Notera– Placeringar avser endast det specifika heatet.
- Q = Tog sig vidare till nästa omgång
- q = Tog sig vidare till nästa omgång som den snabbaste förloraren eller, i fältgrenarna, genom placering utan att nå kvalgränsen
- NR = Nationellt rekord
- N/A = Omgången fanns inte i grenen
- Bye = Idrottaren behövde inte tävla i omgången

Herrar
Bana och väg
| Idrottare                                                                   | Gren                          | Heat     | Heat      | Semifinal        | Semifinal        | Final            | Final            |
| Idrottare                                                                   | Gren                          | Resultat | Placering | Resultat         | Placering        | Resultat         | Placering        |
| --------------------------------------------------------------------------- | ----------------------------- | -------- | --------- | ---------------- | ---------------- | ---------------- | ---------------- |
| Eider Arévalo                                                               | Herrarnas 20 km gång          | i.u.     | i.u.      | i.u.             | i.u.             | 1:21:36          | 15               |
| Bernardo Baloyes                                                            | Herrarnas 200 meter           | 20,78    | 8         | Gick inte vidare | Gick inte vidare | Gick inte vidare | Gick inte vidare |
| Diego Colorado                                                              | Herrarnas maraton             | i.u.     | i.u.      | i.u.             | i.u.             | 2:31:20          | 125              |
| Gerard Giraldo                                                              | Herrarnas maraton             | i.u.     | i.u.      | i.u.             | i.u.             | 2:23:48          | 88               |
| Luis Fernando López                                                         | Herrarnas 20 km gång          | i.u.     | i.u.      | i.u.             | i.u.             | 1:22:32          | 29               |
| José Leonardo Montaña                                                       | Herrarnas 50 km gång          | i.u.     | i.u.      | i.u.             | i.u.             | DNF              | DNF              |
| Diego Palomeque                                                             | Herrarnas 400 meter           | 46,48    | 6         | Gick inte vidare | Gick inte vidare | Gick inte vidare | Gick inte vidare |
| James Rendón                                                                | Herrarnas 50 km gång          | i.u.     | i.u.      | i.u.             | i.u.             | DSQ              | DSQ              |
| Yeison Rivas                                                                | Herrarnas 110 meter häck      | 13,87    | 2         | Gick inte vidare | Gick inte vidare | Gick inte vidare | Gick inte vidare |
| Rafith Rodríguez                                                            | Herrarnas 800 meter           | 1:46,65  | 5         | Gick inte vidare | Gick inte vidare | Gick inte vidare | Gick inte vidare |
| Andrés Ruiz                                                                 | Herrarnas maraton             | i.u.     | i.u.      | i.u.             | i.u.             | 2:22:09          | 79               |
| Jorge Armando Ruiz                                                          | Herrarnas 50 km gång          | i.u.     | i.u.      | i.u.             | i.u.             | 3:51:42          | 17               |
| Esteban Soto                                                                | Herrarnas 20 km gång          | i.u.     | i.u.      | i.u.             | i.u.             | 1:20:36          | 9                |
| Bernardo Baloyes Carlos Lemos Diego Palomeque Jhon Perlaza Anthony Zambrano | Herrarnas 4x400 meter stafett | 3:01,84  | 6         | i.u.             | i.u.             | Gick inte vidare | Gick inte vidare |

Fältgrenar
| Idrottare       | Gren                     | Kval    | Kval      | Final            | Final            |
| Idrottare       | Gren                     | Distans | Placering | Distans          | Placering        |
| --------------- | ------------------------ | ------- | --------- | ---------------- | ---------------- |
| Jhon Murillo    | Herrarnas tresteg        | 16,78   | 8 q       | 17,09 NR         | 5                |
| Mauricio Ortega | Herrarnas diskuskastning | 61,62   | 18        | Gick inte vidare | Gick inte vidare |

Damer
Bana och väg
| Idrottare         | Gren                    | Heat     | Heat      | Kvartsfinal | Kvartsfinal | Semifinal        | Semifinal        | Final            | Final            |
| Idrottare         | Gren                    | Resultat | Placering | Resultat    | Placering   | Resultat         | Placering        | Resultat         | Placering        |
| ----------------- | ----------------------- | -------- | --------- | ----------- | ----------- | ---------------- | ---------------- | ---------------- | ---------------- |
| Erika Abril       | Damernas maraton        | i.u.     | i.u.      | i.u.        | i.u.        | i.u.             | i.u.             | 2:44:05          | 73               |
| Sandra Arenas     | Damernas 20 km gång     | i.u.     | i.u.      | i.u.        | i.u.        | i.u.             | i.u.             | 1:35:40          | 32               |
| Kellys Arias      | Damernas maraton        | i.u.     | i.u.      | i.u.        | i.u.        | i.u.             | i.u.             | DNF              | DNF              |
| Yeseida Carrillo  | Damernas 20 km gång     | i.u.     | i.u.      | i.u.        | i.u.        | i.u.             | i.u.             | 1:36:28          | 38               |
| Muriel Coneo      | Damernas 1 500 meter    | 4:09,50  | 10        | i.u.        | i.u.        | Gick inte vidare | Gick inte vidare | Gick inte vidare | Gick inte vidare |
| Sandra Galvis     | Damernas 20 km gång     | i.u.     | i.u.      | i.u.        | i.u.        | i.u.             | i.u.             | DNF              | DNF              |
| Brigitte Merlano  | Damernas 100 meter häck | 13,09    | 5         | i.u.        | i.u.        | Gick inte vidare | Gick inte vidare | Gick inte vidare | Gick inte vidare |
| Angie Orjuela     | Damernas maraton        | i.u.     | i.u.      | i.u.        | i.u.        | i.u.             | i.u.             | 2:37:05          | 43               |
| Eliecith Palacios | Damernas 100 meter      | Bye      | Bye       | 11,48       | 5           | Gick inte vidare | Gick inte vidare | Gick inte vidare | Gick inte vidare |
| Evelyn Rivera     | Damernas 100 meter      | Bye      | Bye       | 11,59       | 6           | Gick inte vidare | Gick inte vidare | Gick inte vidare | Gick inte vidare |

Fältgrenar
| Idrottare         | Gren                   | Kval    | Kval      | Final            | Final            |
| Idrottare         | Gren                   | Distans | Placering | Distans          | Placering        |
| ----------------- | ---------------------- | ------- | --------- | ---------------- | ---------------- |
| Caterine Ibargüen | Damernas tresteg       | 14,52   | 1 Q       | 15,17            | 1                |
| Sandra Lemos      | Damernas kulstötning   | 16,46   | 31        | Gick inte vidare | Gick inte vidare |
| Flor Ruiz         | Damernas spjutkastning | 62,32   | 9 q       | 61,54            | 9                |
| Yosiri Urrutia    | Damernas tresteg       | 13,95   | 20        | Gick inte vidare | Gick inte vidare |

Kombinerade grenar – Damernas sjukamp
| Idrottare      | Gren     | 100H  | HH   | KS    | 200 m | LH   | SK    | 800 m   | Final | Placering |
| -------------- | -------- | ----- | ---- | ----- | ----- | ---- | ----- | ------- | ----- | --------- |
| Evelis Aguilar | Resultat | 13,84 | 1,74 | 13,60 | 24,12 | 6,23 | 46,90 | 2:14,32 | 6263  | 15        |
| Evelis Aguilar | Poäng    | 1001  | 903  | 767   | 969   | 921  | 800   | 902     | 6263  | 15        |

## Fäktning
| Idrottare             | Gren             | Omgång 2                 | Omgång 2              | Kvartsfinal       | Semifinal         | Final / BM        | Final / BM      |                 |
| Idrottare             | Gren             | Motståndare Poäng        | Motståndare Poäng     | Motståndare Poäng | Motståndare Poäng | Motståndare Poäng | Placering       |                 |
| --------------------- | ---------------- | ------------------------ | --------------------- | ----------------- | ----------------- | ----------------- | --------------- | --------------- |
| John Édison Rodríguez | Herrarnas värja  | Karjutjenko (UKR) W 15–7 | Imre (HUN) L 8–15     | Did not advance   | Did not advance   | Did not advance   | Did not advance | Did not advance |
| Saskia van Erven      | Damernas florett | Bye                      | Mohamed (HUN) L 12–15 | Did not advance   | Did not advance   | Did not advance   | Did not advance | Did not advance |

## Golf
| Spelare       | Gren             | Runda 1 | Runda 2 | Runda 3 | Runda 4 | Totalt | Totalt | Totalt    |
| Spelare       | Gren             | Poäng   | Poäng   | Poäng   | Poäng   | Poäng  | Par    | Placering |
| ------------- | ---------------- | ------- | ------- | ------- | ------- | ------ | ------ | --------- |
| Mariajo Uribe | Damernas tävling | 70      | 71      | 74      | 66      | 281    | −3     | =19       |

## Gymnastik

### Artistisk
Herrar
| Gymnast        | Gren                 | Kval    | Kval    | Kval    | Kval    | Kval    | Kval    | Kval   | Kval      | Final   | Final   | Final   | Final   | Final   | Final   | Final  | Final     |
| Gymnast        | Gren                 | Redskap | Redskap | Redskap | Redskap | Redskap | Redskap | Totalt | Placering | Redskap | Redskap | Redskap | Redskap | Redskap | Redskap | Totalt | Placerint |
| Gymnast        | Gren                 | F       | PH      | R       | V       | PB      | HB      | Totalt | Placering | F       | PH      | R       | V       | PB      | HB      | Totalt | Placerint |
| -------------- | -------------------- | ------- | ------- | ------- | ------- | ------- | ------- | ------ | --------- | ------- | ------- | ------- | ------- | ------- | ------- | ------ | --------- |
| Jossimar Calvo | Individuell mångkamp | 14,175  | 15,033  | 14,166  | 13,766  | 15,400  | 14,966  | 87,506 | 13 Q      | 14,650  | 14,700  | 14,433  | 14,833  | 15,366  | 14,933  | 88,915 | 10        |

Damer
| Gymnast          | Gren       | Kval    | Kval    | Kval    | Kval    | Kval   | Kval      | Final            | Final            | Final            | Final            | Final            | Final            |
| Gymnast          | Gren       | Redskap | Redskap | Redskap | Redskap | Totalt | Placering | Redskap          | Redskap          | Redskap          | Redskap          | Totalt           | Placering        |
| Gymnast          | Gren       | V       | UB      | BB      | F       | Totalt | Placering | V                | UB               | BB               | F                | Totalt           | Placering        |
| ---------------- | ---------- | ------- | ------- | ------- | ------- | ------ | --------- | ---------------- | ---------------- | ---------------- | ---------------- | ---------------- | ---------------- |
| Catalina Escobar | Barr       | i.u.    | 13,058  | i.u.    | i.u.    | 13,058 | 61        | Gick inte vidare | Gick inte vidare | Gick inte vidare | Gick inte vidare | Gick inte vidare | Gick inte vidare |
| Catalina Escobar | Bom        | i.u.    | i.u.    | 10,200  | i.u.    | 10,200 | 82        | Gick inte vidare | Gick inte vidare | Gick inte vidare | Gick inte vidare | Gick inte vidare | Gick inte vidare |
| Catalina Escobar | Fristående | i.u.    | i.u.    | i.u.    | 3,700   | 3,700  | 82        | Gick inte vidare | Gick inte vidare | Gick inte vidare | Gick inte vidare | Gick inte vidare | Gick inte vidare |

## Judo
| Idrottare      | Gren                      | Omgång 1                | Omgång 2                | Kvartsfinaler            | Semifinaler            | Återkval             | Final / BM                | Final / BM       |
| Idrottare      | Gren                      | Motståndare Resultat    | Motståndare Resultat    | Motståndare Resultat     | Motståndare Resultat   | Motståndare Resultat | Motståndare Resultat      | Placering        |
| -------------- | ------------------------- | ----------------------- | ----------------------- | ------------------------ | ---------------------- | -------------------- | ------------------------- | ---------------- |
| Yadinis Amaris | Damernas lättvikt −57kg   | Gjakova (KOS) L 000–100 | Gick inte vidare        | Gick inte vidare         | Gick inte vidare       | Gick inte vidare     | Gick inte vidare          | Gick inte vidare |
| Yuri Alvear    | Damernas mellanvikt −70kg | Bye                     | Pérez (PUR) W 000–000 S | Bernabéu (ESP) W 100–000 | Conway (GBR) W 010–000 | Bye                  | Tachimoto (JPN) L 000–100 | 2                |

## Konstsim
| Idrottare                       | Gren  | Teknisk omgång | Teknisk omgång | Fri omgång (inledande) | Fri omgång (inledande)    | Fri omgång (inledande) | Fri omgång (final) | Fri omgång (final)        | Fri omgång (final) |
| Idrottare                       | Gren  | Poäng          | Placering      | Poäng                  | Totalt (tekniskt + fritt) | Placering              | Poäng              | Totalt (tekniskt + fritt) | Placering          |
| ------------------------------- | ----- | -------------- | -------------- | ---------------------- | ------------------------- | ---------------------- | ------------------ | ------------------------- | ------------------ |
| Estefanía Álvarez Mónica Arango | Duett | 80,3363        | 17             | 80,4667                | 160,8030                  | 17                     | Gick inte vidare   | Gick inte vidare          | Gick inte vidare   |

## Ridsport

### Hoppning
| Ryttare       | Häst         | Gren         | Kval     | Kval      | Kval             | Kval             | Kval             | Kval             | Kval             | Kval             | Final            | Final            | Final            | Final            | Final            | Totalt           | Totalt           |
| Ryttare       | Häst         | Gren         | Omgång 1 | Omgång 1  | Omgång 2         | Omgång 2         | Omgång 2         | Omgång 3         | Omgång 3         | Omgång 3         | Omgång A         | Omgång A         | Omgång B         | Omgång B         | Omgång B         | Totalt           | Totalt           |
| Ryttare       | Häst         | Gren         | Straff   | Placering | Straff           | Totalt           | Placering        | Straff           | Totalt           | Placering        | Straff           | Placering        | Straff           | Totalt           | Placering        | Straff           | Placering        |
| ------------- | ------------ | ------------ | -------- | --------- | ---------------- | ---------------- | ---------------- | ---------------- | ---------------- | ---------------- | ---------------- | ---------------- | ---------------- | ---------------- | ---------------- | ---------------- | ---------------- |
| Daniel Bluman | Apardi       | Individuellt | 15       | 63        | Gick inte vidare | Gick inte vidare | Gick inte vidare | Gick inte vidare | Gick inte vidare | Gick inte vidare | Gick inte vidare | Gick inte vidare | Gick inte vidare | Gick inte vidare | Gick inte vidare | Gick inte vidare | Gick inte vidare |
| René Lopez    | Con Dios III | Individuellt | 8        | =53 Q     | 13               | 21               | =55              | Gick inte vidare | Gick inte vidare | Gick inte vidare | Gick inte vidare | Gick inte vidare | Gick inte vidare | Gick inte vidare | Gick inte vidare | Gick inte vidare | Gick inte vidare |

## Segling
Herrar
| Idrottare       | Gren           | Lopp | Lopp | Lopp | Lopp | Lopp | Lopp | Lopp | Lopp | Lopp | Lopp | Lopp | Lopp | Lopp | Nettopoäng | Slutlig placering |
| Idrottare       | Gren           | 1    | 2    | 3    | 4    | 5    | 6    | 7    | 8    | 9    | 10   | 11   | 12   | M*   | Nettopoäng | Slutlig placering |
| --------------- | -------------- | ---- | ---- | ---- | ---- | ---- | ---- | ---- | ---- | ---- | ---- | ---- | ---- | ---- | ---------- | ----------------- |
| Santiago Grillo | Herrarnas RS:X | 29   | 24   | 24   | 32   | DNF  | 24   | 28   | 23   | 14   | 29   | 35   | DNF  | EL   | 299        | 30                |

## Simhopp
| Hoppare           | Gren           | Kval   | Kval      | Simhopp          | Simhopp          | Final            | Final            |
| Hoppare           | Gren           | Poäng  | Placering | Poäng            | Placering        | Poäng            | Placering        |
| ----------------- | -------------- | ------ | --------- | ---------------- | ---------------- | ---------------- | ---------------- |
| Sebastián Morales | Herrarnas 3 m  | 447,05 | 5 Q       | 406,55           | 11 Q             | 364,50           | 12               |
| Victor Ortega     | Herrarnas 10 m | 386,85 | 20        | Gick inte vidare | Gick inte vidare | Gick inte vidare | Gick inte vidare |
| Sebastián Villa   | Herrarnas 10 m | 350,40 | 25        | Gick inte vidare | Gick inte vidare | Gick inte vidare | Gick inte vidare |
| Diana Pineda      | Damernas 3 m   | 276,90 | 23        | Gick inte vidare | Gick inte vidare | Gick inte vidare | Gick inte vidare |

## Simning
| Simmare         | Gren                      | Heat       | Heat      | Semifinal        | Semifinal        | Final            | Final            |
| Simmare         | Gren                      | Tid        | Placering | Tid              | Placering        | Tid              | Placering        |
| --------------- | ------------------------- | ---------- | --------- | ---------------- | ---------------- | ---------------- | ---------------- |
| Jonathan Gómez  | Herrarnas 200 m fjärilsim | 1.56,65    | 15 Q      | 1.57,47          | 15               | Gick inte vidare | Gick inte vidare |
| Jorge Murillo   | Herrarnas 100 m bröstsim  | 59,93 0NR0 | 14 Q      | 1.00,81          | 16               | Gick inte vidare | Gick inte vidare |
| Jorge Murillo   | Herrarnas 200 m bröstsim  | 2.12,81    | 28        | Gick inte vidare | Gick inte vidare | Gick inte vidare | Gick inte vidare |
| Omar Pinzón     | Herrarnas 200 m ryggsim   | 1.59,69    | 22        | Gick inte vidare | Gick inte vidare | Gick inte vidare | Gick inte vidare |
| Isabella Arcila | Damernas 50 m frisim      | 25,35      | 30        | Gick inte vidare | Gick inte vidare | Gick inte vidare | Gick inte vidare |

## Taekwondo
| Idrottare    | Gren             | Åttondelsfinaler       | Kvartsfinaler        | Semifinaer           | Återkval             | Final                | Final            |
| Idrottare    | Gren             | Motståndare Resultat   | Motståndare Resultat | Motståndare Resultat | Motståndare Resultat | Motståndare Resultat | Placering        |
| ------------ | ---------------- | ---------------------- | -------------------- | -------------------- | -------------------- | -------------------- | ---------------- |
| Óscar Muñoz  | Herrarnas −58 kg | Bragança (POR) L 3–14  | Gick inte vidare     | Gick inte vidare     | Gick inte vidare     | Gick inte vidare     | Gick inte vidare |
| Doris Patiño | Damernas −57 kg  | Malak (EGY) L 0–13 PTG | Gick inte vidare     | Gick inte vidare     | Gick inte vidare     | Gick inte vidare     | Gick inte vidare |

## Tennis
| Spelare                           | Gren       | Omgång 1                | Omgång 2                              | Åttondelsfinaler                     | Kvartsfinaler     | Semifinaler       | Final / BM        | Final / BM       |
| Spelare                           | Gren       | Motståndare Poäng       | Motståndare Poäng                     | Motståndare Poäng                    | Motståndare Poäng | Motståndare Poäng | Motståndare Poäng | Placering        |
| --------------------------------- | ---------- | ----------------------- | ------------------------------------- | ------------------------------------ | ----------------- | ----------------- | ----------------- | ---------------- |
| Juan Sebastián Cabal Robert Farah | Herrdubbel | i.u.                    | Herbert / Mahut (FRA) W 7–6(7–4), 6–3 | Johnson / Sock (USA) L 4–6, 6–7(1–7) | Gick inte vidare  | Gick inte vidare  | Gick inte vidare  | Gick inte vidare |
| Mariana Duque                     | Damsingel  | Kerber (GER) L 3–6, 5–7 | Gick inte vidare                      | Gick inte vidare                     | Gick inte vidare  | Gick inte vidare  | Gick inte vidare  | Gick inte vidare |